# Чесновница
Обикновена чесновница, наричана също северна чесновница или само чесновница (Pelobates fuscus), е вид сухоземна жаба от семейство Чесновникови (Pelobatidae). На цвят е сивокафява и достига дължина 6 до 8 cm.

## Разпространение
Обикновената чесновница се среща в равнинните райони на Централна и Източна Европа до Северен Казахстан при надморска височина до 800 m. В България се среща на север от Стара планина и в района на София, както и в Айтос. Видът обитава главно области със степна растителност и рохкава почва (льос, алувиални отложения, пясък и други), включително обработваеми земи.

## Начин на живот и хранене
Обикновената чесновница е активна нощем, като денят прекарва заровена в почвата на дълбочина до 1 m или укрита на други тъмни и хладни места, а през нощта излиза на повърхността. Храни се с насекоми, главно мравки и бръмбари.

## Размножаване
През пролетта обикновената чесновница снася в малки водоеми, включително временни локви, по 1200 – 1600 яйца, които прилепва към подводни растения. Характерно за чесновниците е, че техните ларви и малки жабчета са значително по-големи от тези на други видове жаби, включително такива, които са по-едри като възрастни. Ларвите на обикновената чесновница могат да достигнат дължина 175 mm, а новометаморфозиралите малки са дълги до 39 mm и тежат средно 3,9 g.